# Lake Hart (Floride)
Lake Hart est une census-designated place du comté d'Orange, dans l'État de Floride, aux États-Unis,. En 2020, elle compte une population de 1 052 habitants.